# Brains-sur-les-Marches
Brains-sur-les-Marches is een gemeente in het Franse departement Mayenne (regio Pays de la Loire) en telt 233 inwoners (2004). De plaats maakt deel uit van het arrondissement Château-Gontier.

## Geografie
De oppervlakte van Brains-sur-les-Marches bedraagt 7,7 km², de bevolkingsdichtheid is 30,3 inwoners per km².
De onderstaande kaart toont de ligging van Brains-sur-les-Marches met de belangrijkste infrastructuur en aangrenzende gemeenten.

## Demografie
Onderstaande figuur toont het verloop van het inwonertal (bron: INSEE-tellingen).

1. ↑  Populations de référence 2022.